# 皮耶·伊華
皮耶-伊曼努爾·伊華·伊林比（法語：Pierre-Emmanuel Ekwah Elimby，2002年1月15日—）是一名法國職業足球員，司職中場，現效力法乙球會聖伊天。

## 球會生涯

### 早年生涯
伊華於马西出生，並曾效力法國各支業餘球隊，包括RC Arpajonnais、Bretigny FCS和CFF Paris。他亦曾於克萊楓丹訓練營受訓。伊華在2017年轉投南特的青訓學院，及後於2018年轉投英超球會車路士的青訓學院。他在2019年4月與球會簽下首份職業合約。他在2021年曾到樸茨茅夫和韋斯咸參與試訓，並在同年6月約滿離隊。
2021年6月9日，韋斯咸宣布簽入伊華，他簽下一紙為期三年的合約。

### 新特蘭
2023年1月23日，英冠球會新特蘭宣布簽入伊華，合約為期四年半。同月28日，他在對陣富咸的1–1足總盃和局中上演職業生涯地標戰。同年9月2日，他在對陣修咸頓的英冠比賽中梅開二度，射入職業生涯首兩個入球，協助球隊以5–0大勝。

## 國家隊生涯
出生於法國的伊華擁有喀麥隆和加納血統，因此他擁有在國際賽事中代表法國、喀麥隆和加納的資格。
伊華曾代表法國U16和U20。

## 個人生活
伊華的哥哥夏爾·愛德華·伊華·伊林比（法語：Charles-Edouard Ekwah Elimby）是一名欖球員，他的表哥保羅·尼特普是一名職業足球員。

## 生涯統計
最後更新：2024年5月4日
| 效力球會  | 球季     | 聯賽     | 聯賽 | 聯賽 | 國家盃賽 | 國家盃賽 | 聯賽盃賽 | 聯賽盃賽 | 其他 | 其他 | 總計 | 總計 |
| 效力球會  | 球季     | 聯賽     | 上陣 | 入球 | 上陣     | 入球     | 上陣     | 入球     | 上陣 | 入球 | 上陣 | 入球 |
| --------- | -------- | -------- | ---- | ---- | -------- | -------- | -------- | -------- | ---- | ---- | ---- | ---- |
| 韋斯咸U21 | 2021–22  | —        | —    | —    | —        | —        | —        | —        | 2    | 0    | 2    | 0    |
| 韋斯咸U21 | 2022–23  | —        | —    | —    | —        | —        | —        | —        | 3    | 0    | 3    | 0    |
| 新特蘭    | 2022–23  | 英冠     | 14   | 0    | 2        | 0        | —        | —        | 2    | 0    | 18   | 0    |
| 新特蘭    | 2023–24  | 英冠     | 42   | 5    | 1        | 0        | 1        | 0        | 0    | 0    | 44   | 5    |
| 新特蘭    | 總計     | 總計     | 56   | 5    | 3        | 0        | 1        | 0        | 2    | 0    | 62   | 5    |
| 生涯總計  | 生涯總計 | 生涯總計 | 56   | 5    | 3        | 0        | 1        | 0        | 7    | 0    | 67   | 5    |

1. 1 2  於英格蘭足球聯賽錦標賽上陣。
2. ↑  於英冠升班附加賽上陣。